# Св. св. Кирил и Методий (Якоруда)
„Св. св. Кирил и Методий“ е късновъзрожденска православна църква в град Якоруда, област Благоевград, България. Храмът принадлежи към Неврокопската епархия на Българската православна църква.

## История
Църквата „Св. св. Кирил и Методий“ е една от големите и красиви църкви в Югозападна България. Построена е върху имот, закупен от турчин и дарен на християните за храм в 1866 година. Строителството е дългогодишно. Строежът ѝ е завършен в 1912 година, точно когато Пиринска Македония се освобождава от османско иго. Осъществен е изцяло с труда на якорудчани. Иконите в храма в мнозинството си също са дарове от местни хора. Осветена е през 1925 година от неврокопския митрополит Макарий. Камбаните са изработени в 1928 година от леярната „Благо Ив. Велеганов“ в Пловдив, фирма на фамилия от Банско.
Църквата е трикорабна базилика, размерите ѝ са 20х25х12 метра. Камбанарията е висока 32 метра. Църквата има обширен балкон, на който сега се помещава църковен музей.
В края на 50-те години на XX век в двора на църквата правят училищна сграда. По-късно тя е съборена и на нейно място е построено голямо училище, също носещо името „Св. св. Кирил и Методий“.
В 2020 година покривът на църквата е ударен от мълния и поради пипса на гръмоотвод е разрушен, както и цялата електрическа инсталация. Християните и мююсюлманите в Якоруда заедно събират средства, строителни материали и влагат труда си за възстановяването на храма.